# Kantongerecht Steenwijk

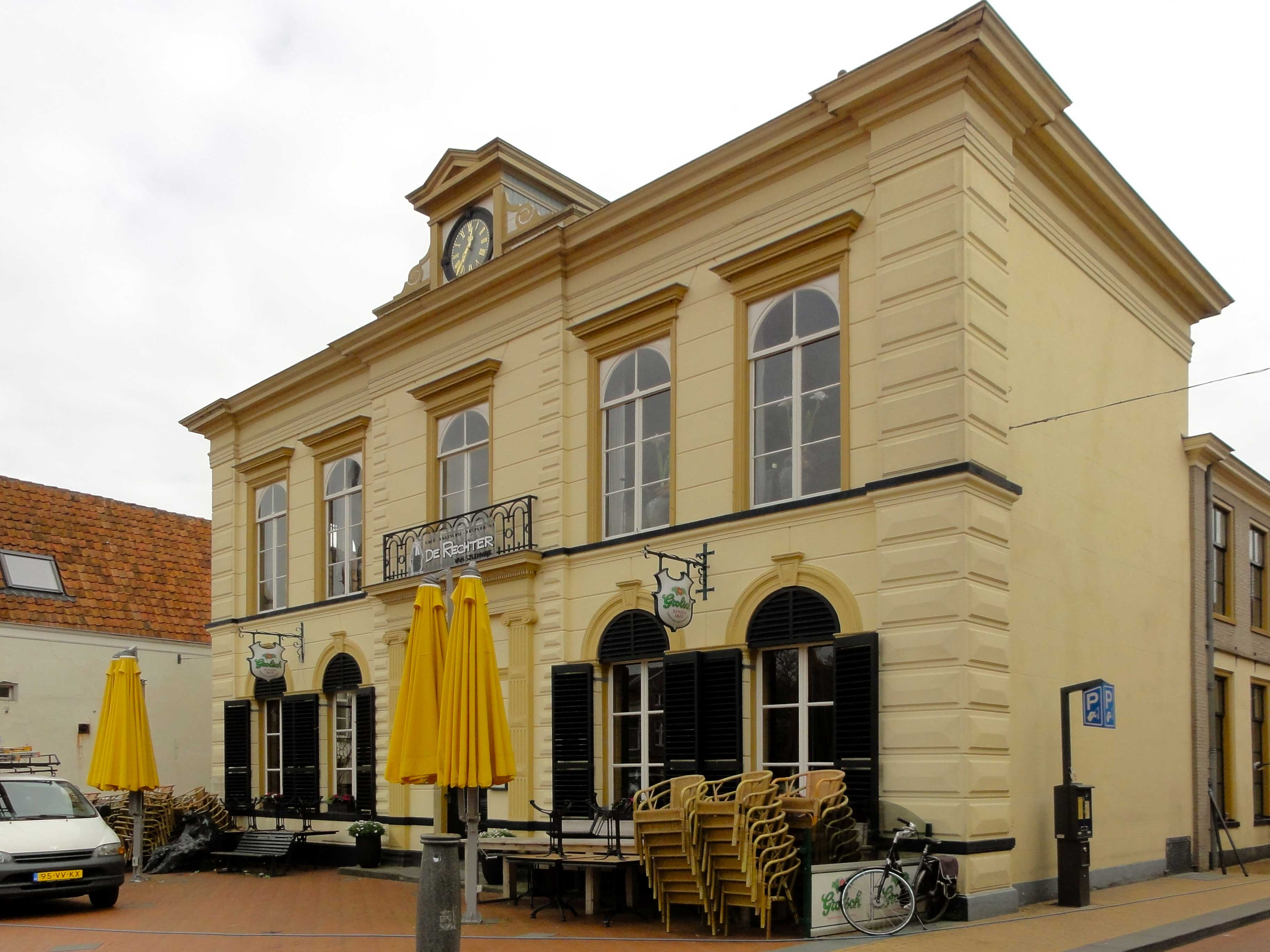
Het voormalige kantongerecht aan de Markt voor de brand

Het kantongerecht Steenwijk was van 1838 tot 1993 een van de kantongerechten in Nederland. De kantonrechter van Steenwijk sprak in eerste instantie recht vanuit het stadhuis aan de Markt. In 1919 betrok de gemeente een nieuw onderkomen en werd het stadhuis de definitieve zetel van het kantongerecht.

## Het kanton

### 1838-1877
Het kantongerecht werd gesticht in 1838, toen door heel Nederland de vrederechter werd vervangen door de kantonrechter. Het rechtsgebied van de kantonrechter was het kanton. Bij de oprichting was Steenwijk het vierde kanton van het arrondissement Zwolle. Het omvatte de toenmalige gemeenten:
Steenwijk, Steenwijkerwold, Giethoorn en Oldemarkt.

### 1877-1923
Bij de herindelingsoperatie in 1877 werd het kanton Steenwijk uitgebreid met een deel van het kanton Vollenhove. Tegelijkertijd werd het overgeheveld naar de rechtbank Heerenveen. Steenwijk werd het vierde kanton van Heerenveen. Dat zou zo blijven totdat in 1923 de rechtbank in Heerenveen werd opgeheven. Het kanton bestond nu uit de gemeenten:
Steenwijk, Steenwijkerwold, Blankenham, Giethoorn, Kuinre, Oldemarkt en Wanneperveen.

### Na 1923
Na de opheffing van Heerenveen werd Steenwijk weer bij Zwolle gevoegd. De omvang van het kanton bleef daarbij verder ongewijzigd. In 1970 verminderde het aantal gemeenten binnen het kanton door samenvoegingen. Daarbij ging het gebied van de voormalige gemeenten Vollenhove en Blokzijl als gevolg van een herindeling van het kanton Zwolle naar Steenwijk.

## Het gerechtsgebouw
Het kantongerecht was gevestigd aan de Markt in Steenwijk. Het pand was eerder in gebruik als stadhuis. De ouderdom van het pand was niet exact bekend, de oudste delen stamden ten minste uit de zestiende eeuw. In 1842 kreeg het een nieuwe voorgevel en werd tevens een nieuwe raadzaal gebouwd. Het kantongerecht was in deze periode een van de gebruikers, naast de gemeente, de politie en de brandweer. In 1919 vertrok de gemeente. Sinds de sluiting van het kantongerecht was het gebouw deels in gebruik als brasserie en deels als kantoorgebouw. Het is een rijksmonument. Op 27 februari 2013 werd het gebouw door brand verwoest. Het werd herbouwd en in december 2014 opnieuw als Grand-Café in gebruik genomen.